# Руда (гміна Добришице)
Руда (пол. Ruda) — село в Польщі, у гміні Добришиці Радомщанського повіту Лодзинського воєводства.
У 1975-1998 роках село належало до Пйотрковського воєводства.